# Садиба Генріха Янцена
Садиба Генріха Янцена – особняк, який презентує архітектуру кінця XIX століття, в якому нині знаходиться міська рада Оріхова. Двоповерхова цегляна будівля привертає увагу витонченим декором, у якому вміло поєднані різні архітектурні елементи.

## Історія
Генріх Янцен був одним із німців-менонітів, що переселилися в південно-українські землі. Представники цієї родини побудували в містечку паровий млин, лікарню, школу для дітей менонітів, брали участь у зведенні торгових лавок і кінотеатру. Сам же Генріх Янцен був першим мером міста та 25 років беззмінно обирався на посаду міського голови Оріхова (з 1874 по 1899 рр.).
21 травня 2022 року будинок був пошкоджений російським артилерійським обстрілом Оріхова. Частково обвалилися стіни другого поверху та дах, знищено вхідні двері, посічено уламками стіни.

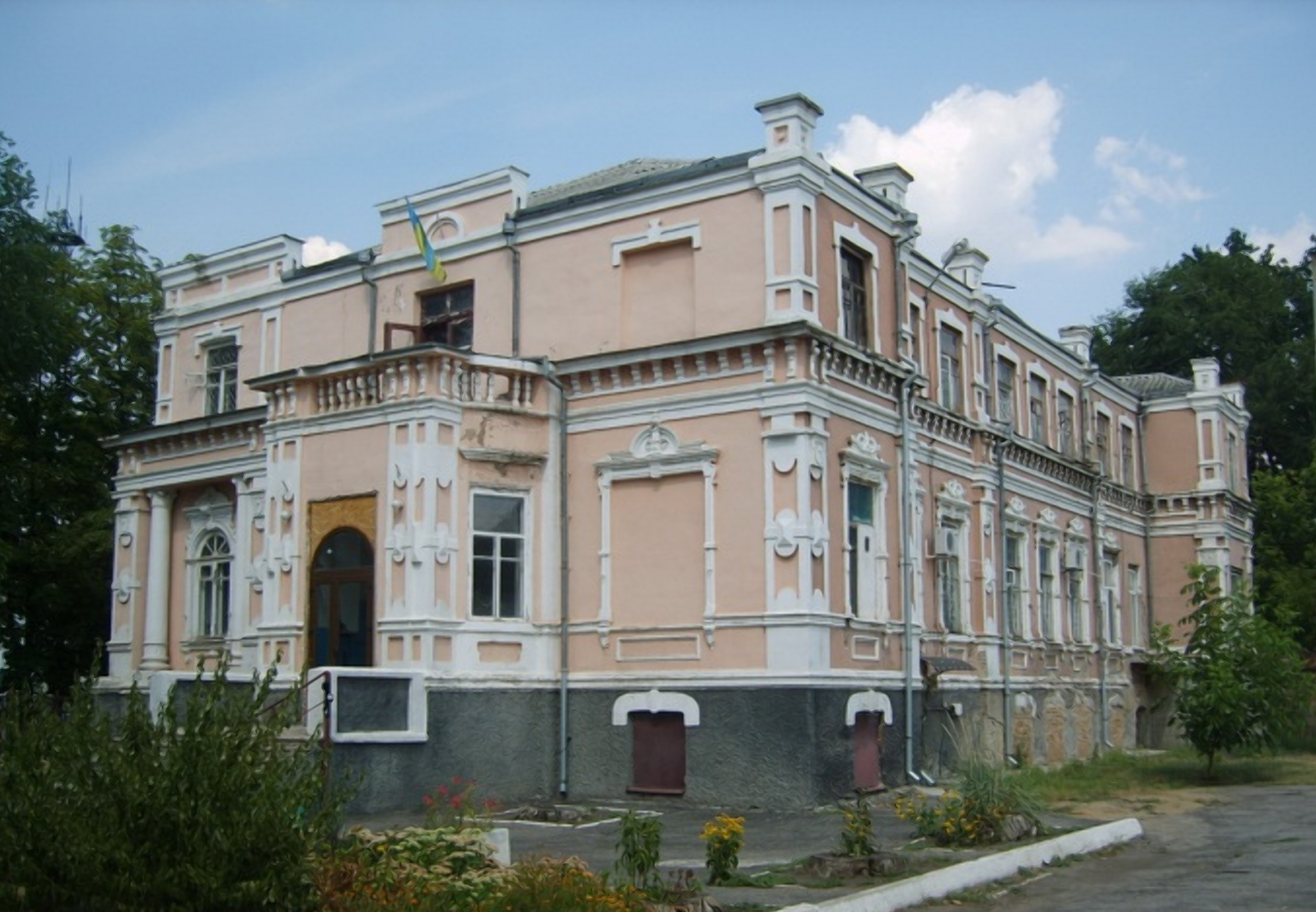
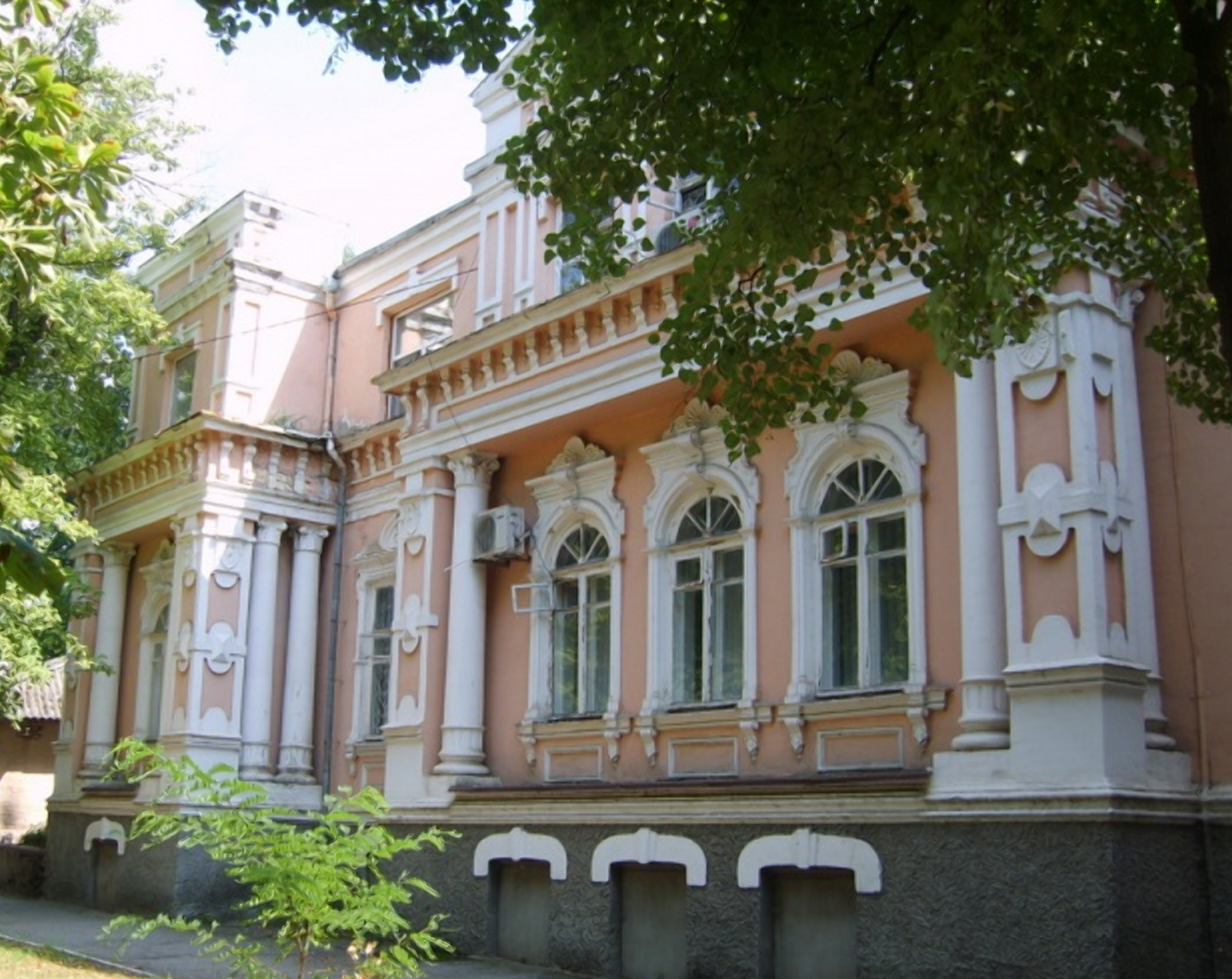
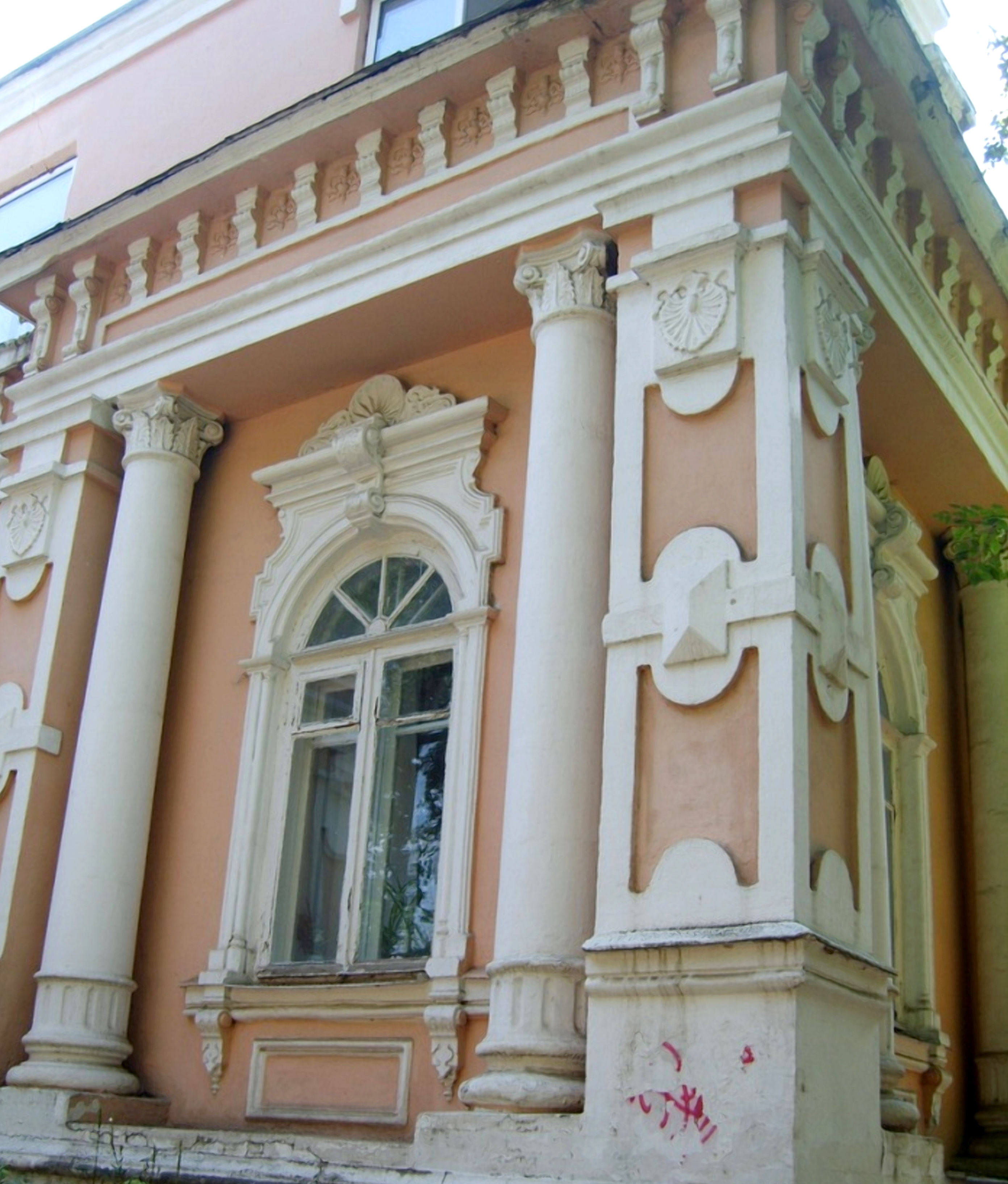
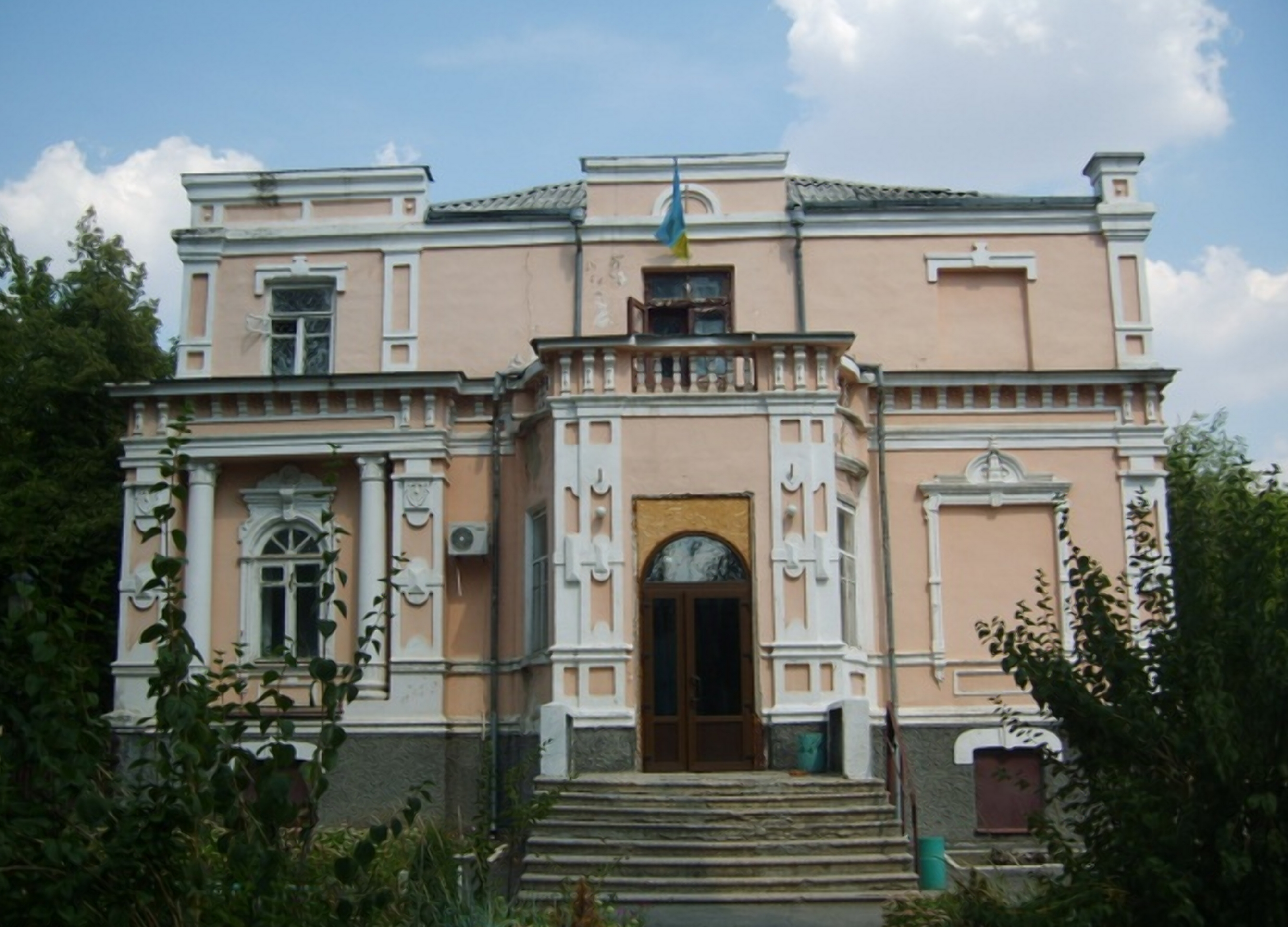
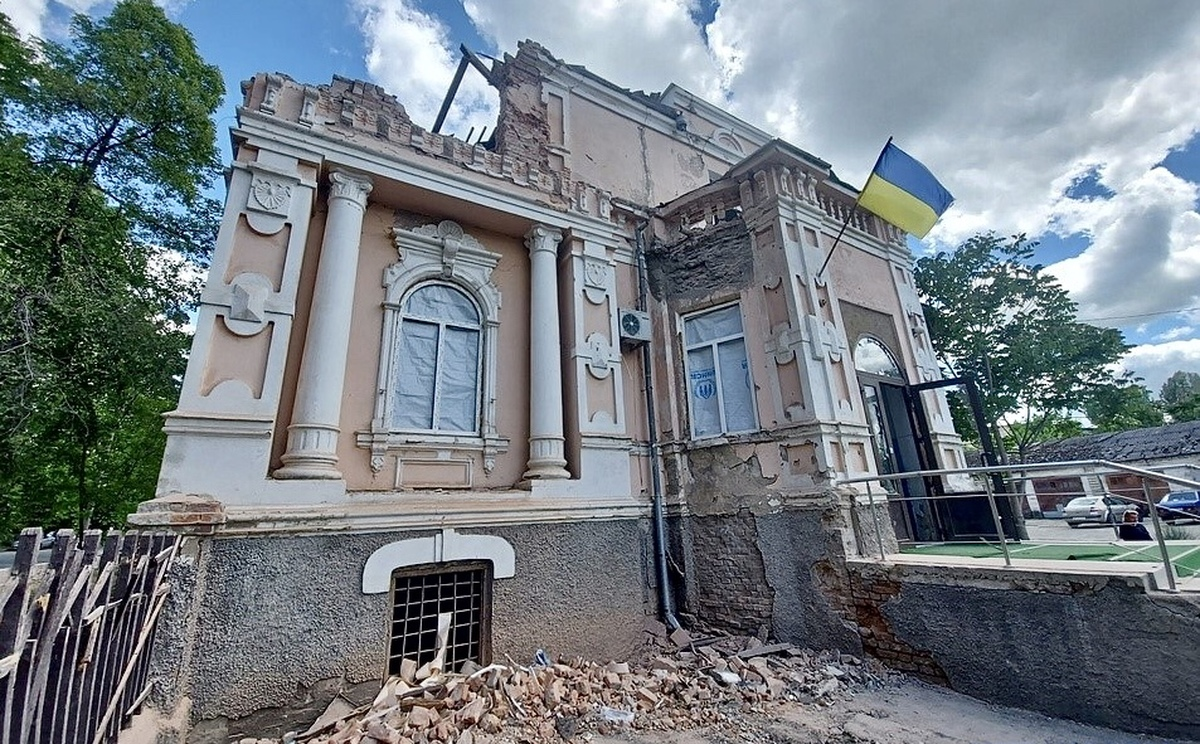
Після обстрілу (2022)